# Wolfgang Schuh
Wolfgang Schuh (* 26. November 1943 in Prag) ist ein ehemaliger deutscher Fußballspieler, der in der DDR-Oberliga, der höchsten Spielklasse im DDR-Fußball aktiv war. Nach seiner Promotion zum Dr. med. wurde er als Sportarzt und Orthopäde tätig. 

## Berufliche Entwicklung
Von 1963 bis 1966 absolvierte Wolfgang Schuh in Jena und Erfurt ein Medizinstudium. Anschließend spezialisierte er sich auf Sportmedizin und Orthopädie. In den 1970er bis zu den 1990er Jahren war er unter anderem Mannschaftsarzt des FC Rot-Weiß Erfurt. Nach der politischen Wende von 1990 eröffnete er als Facharzt mit Partnern in Erfurt eine orthopädisch und sportmedizinisch orientierte Gemeinschaftspraxis. Daneben war er Mannschaftsarzt des Thüringer Handballclubs.

## Sportliche Laufbahn
Nach Beendigung seines Medizinstudiums begann Schuh im überregionalen Spielbetrieb beim FC Carl Zeiss Jena Fußball zu spielen. Für die Oberligamannschaft des regionalen Fußballschwerpunktes bestritt er in der Rückrunde der Saison 1966/67 seine ersten neun Spiele, in denen er stets als Abwehrspieler eingesetzt wurde. Nachdem die 2. Mannschaft des FCC 1967 in die zweitklassige DDR-Liga aufgestiegen war, wurde Schuh in deren Kader versetzt. Er wurde 1967/68 in 28 der 30 der Ligaspiele eingesetzt, wobei ihm an letzten Spieltag in der Begegnung FCC II – Motor Eisenach (2:1) sein einziges Tor im höherklassigen Punktspielbetrieb gelang. 
Zur Saison 1968/69 wechselte Wolfgang Schuh zum Oberligisten FC Rot-Weiß Erfurt. Dort wurde er für den Oberligakader nominiert und kam vom 4. Spieltag an in 19 Oberligaspielen als Verteidiger zum Einsatz. Nebenher bestritt er auch noch neun Punktspiele für die DDR-Ligamannschaft FC Rot-Weiß II, die jedoch am Saisonende abstieg. In der Spielzeit 1969/70 begannen seine Oberligaeinsätze erst am 9. Spieltag, er kam diesmal mit der 1. Mannschaft nur auf 14 Punktspiele. Im Sommer 1970 unterbrach Wolfgang Schuh den Leistungssport und schloss sich für zwei Spielzeiten der drittklassigen Bezirksliga-Mannschaft der Betriebssportgemeinschaft (BSG) Aufbau Erfurt an. Als die 2. Mannschaft des FC Rot-Weiß Erfurt zur Saison 1972/73 wieder in die DDR-Liga zurückgekehrt war, kehrte auch Wolfgang Schuh zum FC Rot-Weiß zurück. Für die 2. FCC-Mannschaft trat er noch für weitere zwei Spielzeiten an, kam 1972/73 bei 22 Ligaspielen auf 21 Einsätze, während er 1973/74 nur noch in der Rückrunde drei Punktspiele für Rot-Weiß II bestritt. Danach beendete Wolfgang Schuh seine Laufbahn als Fußballspieler im höheren Ligenbereich.